# Вахолков, Геннадий Иванович
Геннадий Иванович Вахолков (1900—1956) — полковник Советской Армии, участник Великой Отечественной войны, Герой Советского Союза (1945).

## Биография
Родился 7 декабря 1900 года в селе Шава (ныне — Кстовский район Нижегородской области) в крестьянской семье. Окончил семь классов школы в селе Кадницы, после чего работал на складах пароходства в Нижнем Новгороде счетоводом. В 1919 году добровольно ушёл на службу в Рабоче-крестьянскую Красную Армию. Окончил Нижегородские пехотные курсы, получив назначение на Юго-Западный фронт. По пути к месту назначения заболел тифом и был отправлен в госпиталь. После выздоровления служил в 21-м запасном полку на командных должностях. В июне 1920 года поступил на службу в войска ВЧК. Принимал участие в боях с антисоветскими формированиями, Советско-польской войне, ликвидации бандформирований Булак-Балаховича. В 1921 году вступил в ВКП(б). В 1922—1924 годах служил на командных должностях в отдельной роте 5-го конвойного полка войск ГПУ-ОГПУ в Кременчуге.
С 1924 года служил в пограничных войсках. В 1924—1927 годах был начальником погранзаставы 25-го Молдавского погранотряда. В 1929 году окончил Высшую пограничную школу войск ОГПУ, после чего получил назначение в Среднюю Азию. В 1929—1933 годах был начальником погранзаставы, затем помощником коменданта погранучастка и помощником начальника погранотряда. Принимал участие в боях с басмаческими формирования и бандами контрабандистов. В дальнейшем находился на командных и штабных должностях в различных частях внутренних войск. В 1939 году окончил школу усовершенствования командного состава пограничной и внутренней охраны НКВД СССР. В 1942 году в звании майора занимал должность помощника начштаба 33-й дивизии войск НКВД СССР по охране железнодорожных сооружений в Куйбышеве. Осенью 1942 года назначен работником штаба Сибирской дивизии войск НКВД СССР. 1 февраля 1943 года эта дивизия была передана Народному комиссариату обороны СССР.
С 15 февраля 1943 года — на фронтах Великой Отечественной войны. Принимал участие в боях на Центральном, Белорусском, 1-м, 2-м и 3-м Белорусском фронтах. С апреля 1944 года подполковник Вахолков командовал 40-м стрелковым полком 102-й стрелковой дивизии 48-й армии 1-го Белорусского фронта. Отличился во время освобождения Белорусской ССР. 24 июня 1944 года полк Вахолкова, быстро переправившись через Друть в районе города Рогачёва Гомельской области, неожиданно для противника прорвал его оборону и обратил его в бегство. Преследуя отступающие вражеские подразделения, полк переправился через реки Добосна и Ола. Действия полка способствовали успешному выполнению боевой задачи всей дивизией. Во время наступления Вахолков находился в боевых порядках своего полка и умело управлял его действиями.
Указом Президиума Верховного Совета СССР от 24 марта 1945 года за «образцовое выполнение заданий командования и проявленные мужество и героизм в боях с немецкими захватчиками» подполковник Вахолков был удостоен звания Героя Советского Союза с вручением ордена Ленина и медали «Золотая Звезда» за номером 6103.
За время последующих боёв два раза был контужен. Принимал участие в боях в Восточной Пруссии. После окончания войны продолжил службу в Советской Армии. В 1947—1950 годах был военным комиссаром Южно-Казахстанской области Казахской ССР, в 1950—1955 годах — военным комиссаром Таджикской ССР и депутатом Верховного Совета этой республики. В 1955 году в звании полковника вышел в отставку. Проживал и работал в Киеве. Умер 11 марта 1956 года, похоронен на Лукьяновском кладбище Киева.

## Награды
- Медаль «Золотая Звезда» Героя Советского Союза (24.03.1945)
- два ордена Ленина (24.03.1945; 30.04.1945[2]
- три ордена Красного Знамени  (06.10.1944; 21.02.1945[2]; 15.11.1950[2])
- Орден Кутузова 3-й степени (16.02.1945)
- Орден Отечественной войны 1-й степени (30.01.1944)
- медали[1][3].